# 11427 Willemkolff
A 11427 Willemkolff (ideiglenes jelöléssel 2611 P-L) a Naprendszer kisbolygóövében található aszteroida. Cornelis Johannes van Houten,  Ingrid van Houten-Groeneveld és Tom Gehrels fedezte fel 1960. szeptember 24-én.